# Digimon Frontier: Kodai Digimon Fukkatsu!!
Digimon Frontier: Kodai Digimon Fukkatsu!! (デジモンフロンティア: 古代デジモン復活!!, Dejimon Furontia: Kodai Dejimon Fukkatsu!!) é uma filme de anime produzido pela Toei Animation. Foi lançado no Japão em 30 de julho de 2002.

## Enredo
Takuya e os DigiEscolhidos viajam através de um deserto, e lá eles encontram uma ilha flutuante conhecida como a Ilha Perdida numa guerra civil entre um humano e a fera Digimon. Eles acabam parando numa aldeia de Digimons humanoides, Takuya, J.P., e Tommy aprendem de Kotemon que a lenda da ilha era protegida por seu Deus Ornismon. Kotemon levam eles para um local neutro, onde seu amigo Bearmon traz Koji e Zoe depois que vão para a aldeia. Após os dois lados argumentarem que aprenderam, Bearmon e Kote os levam a um mural de Ornismon com Bokomon achando que o DigiCódigo de acesso está incompleto. Sua reunião pacífica é interrompida após Kotemon e os irmãos mais velhos de Bearmon, Dinohyumon e Grizzlymon aparecerem e lutarem entre si. Mas depois que Takuya e Koji evoluem para Agunimon e KendoGarurumon para detê-los, Dinohyumon e Grizzlymon e seus irmãos vão embora.
O Digimon humano se prepara para a batalha depois que seu líder d'Arcmon se reúne a multidão, Takuya aceita a oferta de recrutamento de Dinohyumon para permitir que Tommy escape com Kotemon. Um evento similar acontece na aldeia com J.P. e Zoe que aceitam Bearmon para lutarem juntos, Koji aceita a oferta de Grizzlymon para lutar contra o líder da fera dos Digimons, Hippogriffomon. Zoe, Tommy, J.P., Bokomon e Neemon ajudam Bearmon, Kotemon, a montarem a escrita do mural. Mas após sua conclusão, Bokomon descobre que Ornismon é na verdade um Digimon malvado que oprimiu a ilha antes de ser derrotado pelos Guerreiros Anciões AncientGreymon e AncientGarurumon. Além disso, após a notícia da peça que faltava no mural, tem a mesma forma dos enfeites de d'Arcmon e Hippogriffomon. J.P. e Zoe procedem para encontrar Takuya e Koji enquanto Tommy, Bokomon e Neemon ficam para terminar o mural de AncientGreymon e AncientGarurumon na esperança de que eles possam encontrar uma resposta para a crise.
Na batalha, Takuya e Koji digivoluem para as formas BurningGreymon e Lobomon para pararem a luta, mas acabam ficando ligados, antes de Kazemon e Beetlemon chegarem. Os dois revelam para os seus amigos, que descobriram um terrível segredo, o líder dos dois exércitos, é o mesmo Digimon após ser d'Arcmon ser capturado acidentalmente e se transformando em Hippogriffomon. Foram expostos e forçados a se tornarem d'Arcmon novamente, e revelam que a fraude era coletar o Código Fractal para reviver e controlar Ornismon e assumir sua forma. Murmukusmon. Overpowering os Lendários Guerreiros, Murmukusmon guia Ornismon para os murais de AncientGreymon e AncientGarurumon, que começa a brilhar. Kotemon sacrifica sua vida para protegê-los, e as lágrimas de Bearmon convoca as formas espectrais dos guerreiros antigos. Sua aparência dá aos DigiEscolhidos uma nova inspiração, e juntos com os moradores da ilha, Agunimon tira Murmukusmon antes dos guerreiros lendários destruirem Ornismon. Sem Ornismon, a Ilha Perdida regressa para o Mundo Digital, com os dois lados, finalmente, fazendo as pazes com Kotemon renascendo, e com Bearmon logo acontece uma reunião chorosa.

## Elenco
| Personagem     | Seiyūs            |
| -------------- | ----------------- |
| Takuya Kanbara | Junko Takeuchi    |
| Koji Minamoto  | Hiroshi Kamiya    |
| Zoe Orimoto    | Sawa Ishige       |
| Tommy Himi     | Kumiko Watanabe   |
| J.P. Shibayama | Masato Amada      |
| Bokomon        | Kazuko Sugiyama   |
| Neemon         | Masami Kikuchi    |
| Bearmon        | Akemi Okamura     |
| Grizzlymon     | Yuji Ueda         |
| Kotemon        | Taeko Kawata      |
| Dinohyumon     | Yuji Ueda         |
| d'Arcmon       | Takako Uehara     |
| Hippogryphomon | Hikaru Midorikawa |
| Murmuxmon      | Ken Yamaguchi     |